# Jan Boeckhorst

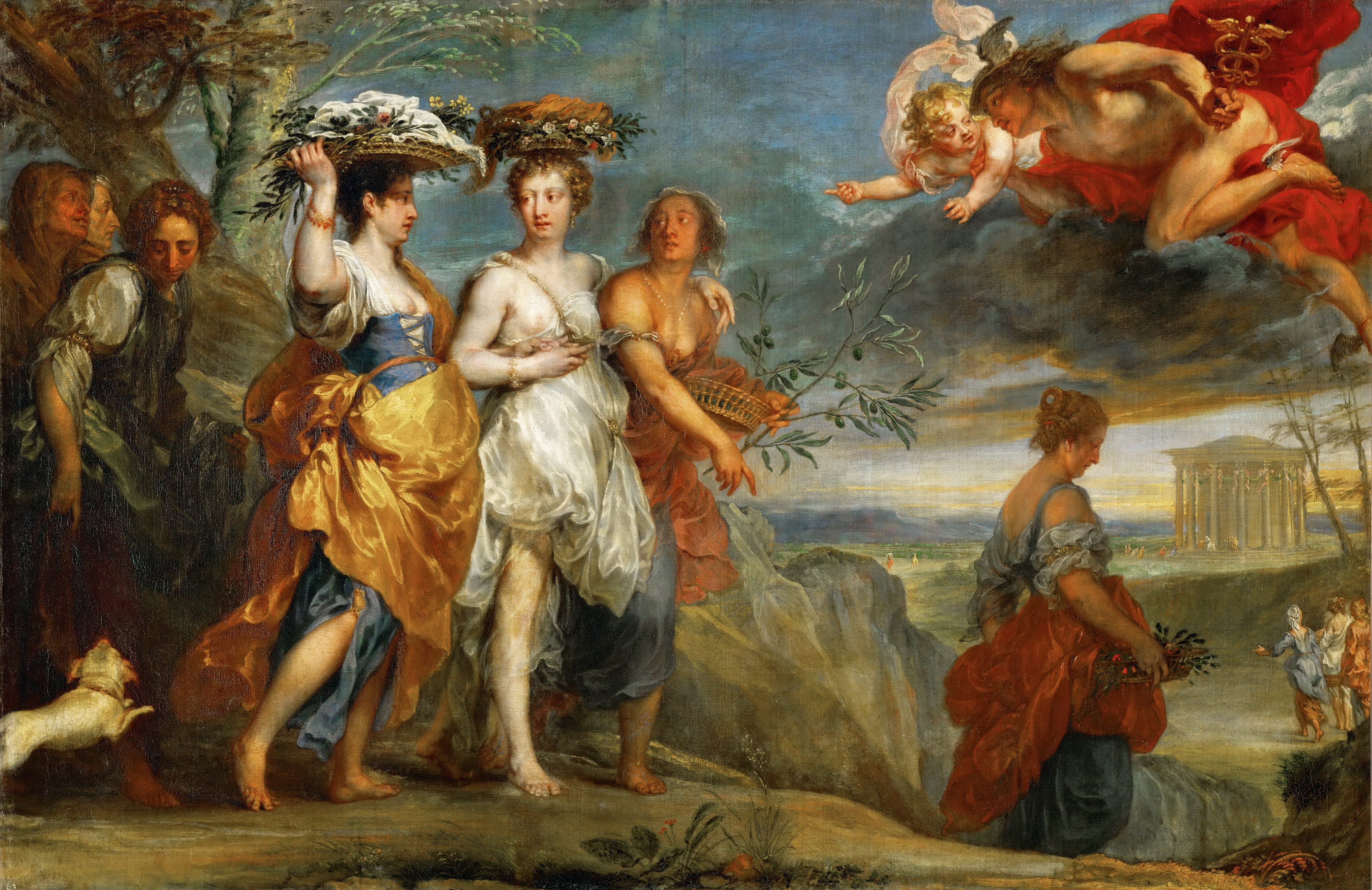
Mercuri i Herse, cap al 1655, oli sobre llenç, 118 × 178,5, Viena, Kunsthistorisches Museum.

Jan Boeckhorst (Münster, 1604 – Anvers, 1668) va ser un pintor barroc flamenc, deixeble o col·laborador de Jacob Jordaens, d'Anton van Dyck i de Peter Paul Rubens.
Cap al 1626 va deixar la seva Westfàlia natal per establir-se a Anvers on, segons Cornelis de Bie, va començar a treballar al taller de Jordaens i es va registrar al gremi de Sant Lucas el curs 1633-1634. Va col·laborar amb Rubens el 1635 en les decoracions per a la Pompa Introitus Ferdinandi, la «Feliç Entrada» a Anvers del Cardenal-Infant Ferran d'Àustria, i a la sèrie de pintures mitològiques pintades per encàrrec de Felip IV de Castella per a la Torre de la Parada, pavelló de caça proper a Madrid. Immediatament va marxar a Itàlia, on hi va residir entre el 1635 i el 1637 i, de nou el 1639, per visitar Roma. No hi ha certesa del temps que va romandre a Itàlia després d'aquest segon viatge, segons algunes fonts va tornar a Anvers el 1649, encara que d'altres indiquen que a la mort de Rubens, el 1640, va encarregar-se d'acabar algunes de les obres deixades inacabades pel mestre.
Va col·laborar també amb bodegonistes i paisatgistes com Frans Snyders i Jan Wildens, als qui va pintar les figures d'algunes de les seves obres i, entorn el 1650, va aproximar la seva pintura als models de Van Dyck. Colors venecians, agitada composició i expressivitat gestual amb una mica de posada en escena teatral, caracteritzen les seves obres en aquesta etapa final, durant la qual va pintar retaules per a esglésies dels voltants d'Anvers (Visió de David, Gant, Sint-Michielskerk), cartrons per a tapissos i temes mitològics per encàrrec dels comerciants d'Anvers, amb un acusat sentit decoratiu (Mercuri i Herse, Viena, Museu d'Història de l'Art de Viena; Aquil·les i les filles de Licomedes, Múnic, Bayerische Staasgemäldesammlungen).